# Kraselov
Kraselov falu és önkormányzat (obec) Csehország Dél-csehországi kerületének Strakonicei járásában. Területe 8,02 km², lakosainak száma 231 (2008. 12. 31). A falu Strakonicétől mintegy 9 km-re délnyugatra, České Budějovicétől 57 km-re északnyugatra, és Prágától 106 km-re délnyugatra fekszik.
A település első írásos említése 1352-ből származik.

## Az önkormányzathoz tartozó települések
- Kraselov
- Lhota u Svaté Anny
- Milčice
- Mladotice

## Látnivalók
- Szent Vavřinc templom.
- Szent Anna kápolna.
- Nepomuki Szent János szobra

## Népesség
A település népessége az elmúlt években az alábbi módon változott:
| Lakosok száma | 683  | 622  | 597  | 412  | 352  | 243  | 217  | 221  | 238  | 229  |
|               | 1869 | 1890 | 1921 | 1950 | 1980 | 2001 | 2017 | 2019 | 2022 | 2024 |